# Верфен
Верфен — місто в Австрійській землі Зальцбург. Місто належить округу Санкт-Йоганн-ім-Понгау. 
Неподалік від міста розташовані печери Айсрізенвельт і Танталова печера. 